# Нікелін (сплав)
Нікелін — сплав міді (65-67 % Cu) з нікелем (25-35 % Ni) із домішками марганцю (0,4-0,6 % Mn), заліза і цинку. Характеризується великим питомим електричним опором, який незначно змінюється з температурою, і стійкістю проти корозії. Останнім часом нікелін замінюють дешевшими сплавами (з меншим вмістом нікелю).
Питомий електричний опір 0,4·10−6 Ом*м.
Температурний коефіцієнт електричного опору нікеліну α = 0,1·10−3 K−1 в інтервалі 0-100 °C.

## Застосування
- В електровимірювальній апаратурі (реостати).
- Монети